# Sandøyra
Sandøyra est une localité du comté de Troms, en Norvège.

## Géographie
Administrativement, Sandøyra fait partie de la kommune de Balsfjord.